# Karen Forkel
Karen Forkel (née le 24 septembre 1970 à Wolfen) est une athlète allemande spécialiste du lancer du javelot. 

## Carrière

### Palmarès
| Date                                  | Compétition                           | Lieu                                  | Résultat                              | Perf.                                 |
| Représentante de l'Allemagne de l'Est | Représentante de l'Allemagne de l'Est | Représentante de l'Allemagne de l'Est | Représentante de l'Allemagne de l'Est | Représentante de l'Allemagne de l'Est |
| ------------------------------------- | ------------------------------------- | ------------------------------------- | ------------------------------------- | ------------------------------------- |
| 1987                                  | Championnats d'Europe junior          | Birmingham                            | 3e                                    | 57,00 m                               |
| 1988                                  | Championnats du monde junior          | Sudbury                               | 1re                                   | 61,44 m                               |
| 1989                                  | Championnats d'Europe junior          | Varaždin                              | 1re                                   | 70,12 m                               |
| 1990                                  | Championnats d'Europe                 | Split                                 | 2e                                    | 67,56 m                               |
| Représentante de l'Allemagne          |                                       |                                       |                                       |                                       |
| 1991                                  | Championnats du monde                 | Tokyo                                 | 12e                                   | 57,90 m                               |
| 1992                                  | Jeux olympiques d'été                 | Barcelone                             | 3e                                    | 66,86 m                               |
| 1993                                  | Championnats du monde                 | Stuttgart                             | 2e                                    | 65,80 m                               |
| 1994                                  | Championnats d'Europe                 | Helsinki                              | 2e                                    | 66,10 m                               |
| 1995                                  | Championnats du monde                 | Göteborg                              | 6e                                    | 64,18 m                               |
| 1996                                  | Jeux olympiques d'été                 | Atlanta                               | 6e                                    | 64,18 m                               |
| 1997                                  | Championnats du monde                 | Athènes                               | 14e                                   | 60,70 m                               |
| 1999                                  | Championnats du monde                 | Séville                               | 12e                                   | 54,65 m                               |

### Records
| Épreuve           | Performance | Lieu     | Date         |
| ----------------- | ----------- | -------- | ------------ |
| Lancer de javelot | 70,12 m     | Varaždin | 26 août 1989 |